# Bushehr
Bushehr (uttal (fil), persiska بوشِهْر) är en iransk stad vid Persiska viken. Den är administrativ huvudort för provinsen Bushehr och har cirka 220 000 invånare. Befolkningen är persisktalande. 
Staden hämtar sitt namn från medelpersiskans Bukht Ardashir, "Ardashirs stad", som syftar på den förste kungen av den sasanidiska dynastin.

## Historia
Det moderna Bushehr grundades 1736 av kungen Nadir Shah. Men stadens historia går tillbaka till den sassanidiska tiden då den var en viktig hamnort för den persiska flottan. I Rishehr, strax söder om den nuvarande staden finns lämningar från en forntida elamitisk boplats. På 500-talet blev Bushehr ett viktigt centrum för iranska nestorianer i det sassanidiska riket. 
Efter 1500-talet, under safaviderna, bosatte sig grupper från Östafrika, framförallt Zanzibar i Bushehr och kom att sätta sin prägel på invånarnas kultur och musik. 
1737 öppnade Nederländska Ostindiska Kompaniet en handelsstation i Bushehr som bestod fram till 1753. Tio år senare gav den persiske regenten Karim Khan Zand det brittiska Ostindiska kompaniet rättighet att öppna en handelsstation i staden. Det utgjorde en viktig bas för den brittiska flottan i slutet av 1700-talet. På 1800-talet blev Bushehr en alltmer viktig knutpunkt för handel i Persiska viken och Indiska oceanen. På grund av stark hetta och svårigheter med dricksvattenförsörjning präglades Bushehr vid denna tid av dåliga sanitära förhållanden.
1856 och 1915 ockuperades staden av engelska kolonialmakten. Bushehrs invånare revolterade upprepade gånger och ledaren Rais Ali Delvar tvingade engelsmännen till ett nederlag. I det senare fallet berodde ockupationen på en intrig av tysken Wilhelm Wassmuss.
Bushehrs viktigaste industrier utgörs av fiske, metallarbete, cement, mattor och andra textiler. Den iranska flottan har en bas i Bushehr.

## Kärnreaktor
I Bushehr finns en kärnreaktor av lättvattenstyp. Reaktorn är byggd med hjälp av rysk teknik och färdigställdes år 2009. Den förväntas då att leverera 1000 MW. Den 23 september 2013 övertog Iran den operativa kontrollen över reaktorn.